# Jacobus Sluperius
Jacobus Sluperius (Herzele, ca. 1530 - Atrecht, 1 augustus 1602) was een Neolatijns dichter, humanist en rooms-katholiek priester.

## Levensloop
Hij was een zoon van Jacobus Sluperius (1488 - 20 juni 1570), die in Herzele door de calvinisten werd vermoord. Hij studeerde in Marville en in Leuven, waar hij o.a. Nicolaas van Leuze als leermeester had en promoveerde tot magister artium. Hij koos voor de geestelijke staat en werd in 1560 tot priester gewijd en tot kapelaan benoemd in Boezinge bij Ieper (1555-1566). In 1566 werd hij door calvinisten gevangengenomen, werden zijn goederen verbeurdverklaard en werd hij verbannen. Hij vestigde zich in het nabije Picardië en in 1569 keerde hij terug naar de Zuidelijke Nederlanden, meer bepaald naar Westvleteren bij Veurne. In 1578 moest hij opnieuw Vlaanderen verlaten en vestigde zich in Atrecht. Hij woonde er bij Philippus Meijer en wijdde zich voortaan aan de Latijnse dichtkunst en aan contacten met de humanisten van zijn tijd. Hij werd in zijn parochiekerk begraven.
Als dichter verwierf Sluperius een grondige kennis van de Neolatijnse poëzie, zowel in Italië en Frankrijk, als in de Nederlanden.
Naast poëzie was hij ook de samensteller van een kostuumboekje, in 1572 in Antwerpen uitgegeven onder de titel Omnium fere gentium nostraeque aetatis nationum habitus et effigies. Het ging om een nieuw genre, ontwikkeld als gevolg van de ontdekking van de Nieuwe Wereld. Tekeningen toonden de grote verschillen in kledinggewoonten en voorzagen die van commentaar.

## Publicaties
- Omnium fere Gentium, nostraeque aectatis Nationum, habitus et effigies. In eosdem Joannis Sluperii Epigrammata. Adjecta ad singulas Icones Gallica Tetrastiche, Antwerpen, 1572.
- Poëmata, Antwerpen, 1575.
- Elegia virorum bellica laude illustrium, Atrecht, 1603, (postuum door Philippus Meijer gepubliceerd)
- Hymnus in honorem D. Vedasti, Atrebatensium Episcopi, Atrecht, 1603.

Bleven in Handschrift:
- De bello Tunetano Libri XII.
- Bucolicorum Liber.
- Bellum Rossemicum, circa Antverpiam et Lovanium (1542) gestum, carmine heroico descriptum.
- Martyrium L. Vincentii, Levitae, carmine heroico descriptum.
- Catalogus omnium pene poëtarum, priscorum et recentiorum versu Phaleucio.
- Sacrorum Hymnorum liber unus.
- Descriptio omnium opificum Miscellanea et Eclogae circiter ducentae.